# فاني كاديو
فاني كاديو (من مواليد 11 سبتمبر 1970)، ممثلة وشخصية تلفزيونية ومغنية وعارضة أزياء إيطالية. ولدت في لافانيا ودرست التمثيل مع بياتريس براكو. حققت أول نجاح لها في عام 1992 عندما كانت واحدة من أوائل فتيات الإستعراض اللاتي ظهرن في البرنامج التلفزيوني الإيطالي الساخر Striscia la notizia واستمرت في المشاركة حتى عام 1994. منذ عام 2013، عملت مقدمة برنامج Il Cercasapori الذي عرض على قناة Rai Due.
لدى كاديو ابنة ولدت عام 2014 من علاقتها برجل الأعمال الإيطالي ستيفانو كافيجليا.

## روابط خارجية
- الموقع الرسمي
- فاني كاديو على موقع IMDb (الإنجليزية)
- فاني كاديو على موقع روتن توميتوز (الإنجليزية)
- فاني كاديو على موقع أول موفي (الإنجليزية)
- فاني كاديو على موقع ديسكوغز (الإنجليزية)
- فاني كاديو على موقع قاعدة بيانات الفيلم (الإنجليزية)